# Adrian Kitnowski
Adrian Kitnowski herbu Cholewa – sędzia malborski w latach 1678–1684, wicewojewoda malborski w latach 1676–1684 i 1654–1655, surogator człuchowski.
Poseł sejmiku generalnego pruskiego na sejm nadzwyczajny 1652 roku, sejm 1653 roku, sejm zwyczajny i nadzwyczajny 1654 roku, sejm 1661, 1662, 1664/1665 roku, drugi sejm 1666 roku, sejm 1667, sejm nadzwyczajny i abdykacyjny 1668 roku. Poseł na sejm konwokacyjny 1668 roku z powiatów: gdańskiego i tczewskiego. Poseł sejmiku malborskiego na sejm koronacyjny 1676 roku, sejm 1678/1679 roku.